# Президентство Ібрагіма Райсі
سخاوت حقی کرندق
Ібрагіма Райсі було обрано президентом Ірану на виборах, що пройшли 18 червня 2021 року. Він вступив на посаду Президента 3 серпня 2021 року.

## Вибори президента

Підтримка Ібрагіма Раїсі на виборах 2021 року за провінціями Ірану

Президентські вибори в Ірані 2021 року — тринадцяті за ліком президентські вибори в країні, що відбулися 18 червня 2021 року і на яких переміг Ібрахім Раїсі. У виборах взяло участь 28,6 млн виборців.

## Зовнішня політика
Одразу після обрання Раїсі заявив, що не має наміру зустрічатися з президентом США Джо Байденом і закликав США зняти санкції проти Ірану.
В ході першої пресконференції на посаді глави держави Раїсі заявив, що Тегеран не братиме участі в переговорах щодо ядерної угоди, якщо вони не відповідатимуть інтересам країни.